# Risoluzione dell'Assemblea Generale delle Nazioni Unite 2625 (XXV) del 1970 sulle relazioni amichevoli e la cooperazione fra gli Stati
La Risoluzione dell'Assemblea Generale delle Nazioni Unite 2625 (XXV) del 1970, intitolata Dichiarazione sui principi del diritto internazionale concernenti le relazioni amichevoli e la cooperazione fra gli Stati in conformità con la Carta delle Nazioni Unite, è un documento di notevole valore giuridico e politico, che in parte codifica principi di diritto internazionale consuetudinario. Fu adottata dall'Assemblea generale delle Nazioni Unite il 24 ottobre 1970.

## Contenuto
La risoluzione sancisce il divieto di qualsiasi intervento lesivo del principio dell'uguaglianza dei diritti tra gli Stati della comunità internazionale: esso abbraccia il diritto di tutti i popoli "di determinare liberamente, senza ingerenze esterne, il proprio status politico e di perseguire le proprie esigenze economiche, sociali e sviluppo culturale", nonché il dovere di ogni Stato "di rispettare questo diritto in conformità con le disposizioni della Carta".
Gli Stati hanno l’obbligo di non intervenire nelle questioni che rientrano nella "giurisdizione domestica" di uno Stato, cioè i suoi affari interni o esterni, quando trattasi di misure non assunte in conformità con la Carta delle Nazioni Unite: tali attività costituiscono intervento vietato quando avvengono attraverso interferenze nella libera autodeterminazione o mediante qualsiasi minaccia contro lo Stato, i suoi elementi politici, economici e culturali.
L'ingerenza non riguarda soltanto l'uso della forza armata, ma anche ogni misura di costrizione, soprattutto economica e politica, al fine di ottenere vantaggi o controllare l'esercizio delle prerogative sovrane di un altro Stato. Agli Stati è quindi vietato partecipare alle lotte interne di un altro Stato o “organizzare, aiutare, istigare, finanziare, incoraggiare o tollerare attività armate sovversive o terroristiche intese a provocare un cambiamento attraverso la violenza”.
L'Assemblea generale - in un atto considerato per lo più ricognitivo del diritto internazionale consuetudinario, riaffermava così il diritto inalienabile di ciascuno Stato (e persino, a certe condizioni, dei soggetti non statuali, come avviene con il principio di autodeterminazione dei popoli) di scegliere liberamente il proprio sistema politico, economico, sociale e culturale senza interferenze da parte di altri Stati, e che l'uso della forza volto a privare i popoli della loro identità nazionale costituisce una violazione dei loro diritti inalienabili e della principio di non interferenza.

## Nel sistema di ricognizione normativa delle Nazioni Unite
La risoluzione 2625 era stata adottata in un contesto di crescente decolonizzazione e ridefinizione degli equilibri geopolitici. Essa codifica principi fondamentali del diritto internazionale, tra cui il divieto dell’uso della forza, il principio di non intervento, l’uguaglianza sovrana degli Stati e il diritto all’autodeterminazione dei popoli. La Corte Internazionale di Giustizia ha riconosciuto il valore consuetudinario di questi principi, come dimostrato nella sentenza Nicaragua c. Stati Uniti del 1986, dove la Corte ha richiamato espressamente la risoluzione 2625 come prova dell’esistenza di obblighi consuetudinari paralleli a quelli derivanti dalla Carta ONU, alla luce dei quali interpretare la nozione di 
attacco armato.
La Risoluzione 3314 (XXIX) del 1974 sulla definizione di aggressione, adottata dalla stessa Assemblea generale quattro anni più tardi (il 14 dicembre 1974), si configura come un completamento operativo della 2625. Essa definisce in termini concreti e dettagliati che cosa costituisca un “atto di aggressione”, elencando situazioni come l’invasione armata, il bombardamento, il blocco di porti o l’appoggio a milizie armate operanti contro un altro Stato. Anche se non giuridicamente vincolante, la risoluzione fornisce una guida autorevole per interpretare l’art. 2(4) della Carta delle Nazioni Unite, ed è stata utilizzata sia dalla dottrina sia nella giurisprudenza internazionale per valutare la legalità dell’uso della forza.
Dal punto di vista sistematico, la 2625 rappresenta il quadro assiologico e normativo generale, mentre la 3314 svolge una funzione applicativa e specificativa. Entrambe le risoluzioni sono strettamente legate agli articoli 1, 2(4) e 51 della Carta ONU e sono state impiegate dalla prassi internazionale per interpretare obblighi statali in materia di uso della forza. La dottrina maggioritaria, tra cui spiccano gli studi di Antonio Cassese, Ian Brownlie e Bruno Simma, conferma l’importanza delle due risoluzioni non solo come strumenti di soft law, ma come testi che cristallizzano principi e consuetudini internazionali vincolanti.

### Rapporto con la definizione del crimine di aggressione
Le Risoluzioni 2625 e 3314 sono parte integrante dell’arsenale normativo del diritto internazionale e continuano a esercitare un’influenza sostanziale nella determinazione della legalità dell’uso della forza tra Stati, nella tutela della sovranità e nella promozione della pace e della sicurezza internazionale.
Le statuizioni della risoluzione 2625 (XXV) del 1970, tuttavia, sono dotate di un ambito di applicazione assai più vasto di quello, più ristretto, che definisce l'aggressione secondo la risoluzione dell'Assemblea generale delle Nazioni Unite n. 3314 (XXIX): mentre però la violazione di questa ultima risoluzione costituisce un crimine internazionale, l'intervento illecito ai sensi della risoluzione del 1970 si limita a costituire un mero delitto internazionale, che rende responsabili gli Stati ma non gli individui che li guidano.

## Rapporto con la definizione pacifica delle controversie internazionali
La risoluzione si pone in diretta relazione con il filone aperto dalla Convenzione di Ginevra del 26 settembre 1928 (General Act for the Pacific Settlement of International Disputes), propiziata dalla Lega delle Nazioni ed entrata in vigore il 16 agosto 1929, dopo la ratifica di 22 Stati.
Il principio della risoluzione pacifica delle controversie internazionali fu incorporato nella Carta delle Nazioni Unite all'art. 2, par. 3: al termine del decennio aperto dalla risoluzione 2625 (XXV), il consensus della comunità internazionale - sulle relazioni amichevoli come alternativa alla minaccia dell'uso della forza nelle relazioni internazionali - era così avanzato che il principio ricevette consacrazione nella Manila Declaration on the Peaceful Settlement of International Disputes del 1980 e dalla sua approvazione con la successiva Risoluzione dell'Assemblea Generale n. 37/10 del 1982 sulla soluzione pacifica delle controversie; già nel 1957, comunque,  il Consiglio d'Europa aveva sottoposto agli Stati membri la ratifica di una convenzione europea con il medesimo oggetto.

### Fonti
- Risoluzione 2625 (XXV), 1970: Declaration on Principles of International Law concerning Friendly Relations and Co-operation among States in accordance with the Charter of the United Nations (UN Digital Library)
- Risoluzione 3314 (XXIX), 1974: Definition of Aggression, (Centro Studi per la pace)